# Chennimalai
Chennimalai är en ort i Indien.   Den ligger i distriktet Erode och delstaten Tamil Nadu, i den södra delen av landet, 1 900 km söder om huvudstaden New Delhi. Chennimalai ligger 263 meter över havet och antalet invånare är 16 268.
Terrängen runt Chennimalai är platt. Runt Chennimalai är det tätbefolkat, med 511 invånare per kvadratkilometer. Närmaste större samhälle är Kangayam, 18,2 km söder om Chennimalai. Trakten runt Chennimalai består till största delen av jordbruksmark.